# Rumæniens gamle kongerige
Rumæniens gamle kongerige (rumænsk: Vechiul Regat eller bare Regat; tysk: Regat   eller Altreich) er en almindelig betegnelse, der refererer til det område, der er dækket af den første uafhængige rumænske nationalstat, som var sammensat af de rumænske fyrstedømmer: Valakiet og Moldavien. Foreningen af de to fyrstedømmer blev opnået, da ad hoc -divanerne i begge lande, som dengang var under det osmanniske imperiums overherredømme, i regi af Paris-traktaten (1856), stemte på Alexander Ioan Cuza som deres prins. Denne proces opnåede en de facto forening under navnet De Forenede Fyrstendømmer Moldavien og Valakiet. Selve regionen er defineret af resultatet af denne politiske handling, efterfulgt af den rumænske uafhængighedskrig, optagelsen af det nordlige Dobrogea og overførslen af den sydlige del af Bessarabien til det russiske imperium i 1878, proklamationen af Kongeriget Rumænien i 1881, og annekteringen af det sydlige Dobruja i 1913.
Betegnelsen kom i brug efter 1. Verdenskrig, da Det Gamle Kongerige blev til Storrumænien, efter at have inkluderet Transsylvanien, Banat, Bessarabien og Bukovina. Udtrykket har nu hovedsageligt en historisk relevans og bruges ellers som en fællesbetegnelse for alle regioner i Rumænien, der indgår i både Det Gamle Kongerige og ligger indenfor de nuværende grænser (Valakiet, Moldavien og det nordlige Dobruja).

## Galleri
- Den rumænske hær krydser Donau under den rumænske uafhængighedskrig (1878)
- Rumæniens proklamationslov om riget
- Det rumænske våbenskjold (1881-1921)
- Kong Carol 1. af Rumænien (regerede 1866-1914)
- 1901 Tysk kort over det gamle rige
- Det rumænske gamle kongerige i Europa (1914)
- Britisk plakat, der lykønsker Rumæniens deltagelse i Første Verdenskrig på vegne af ententen